# Perle Zi
Une perle zi ou dzi (tibétain : གཟི, Wylie : gzi) est un type de perle d'agate d'origine incertaine trouvée dans les régions himalayennes, notamment le Tibet, le Bhoutan et le Ladakh.

## Origine

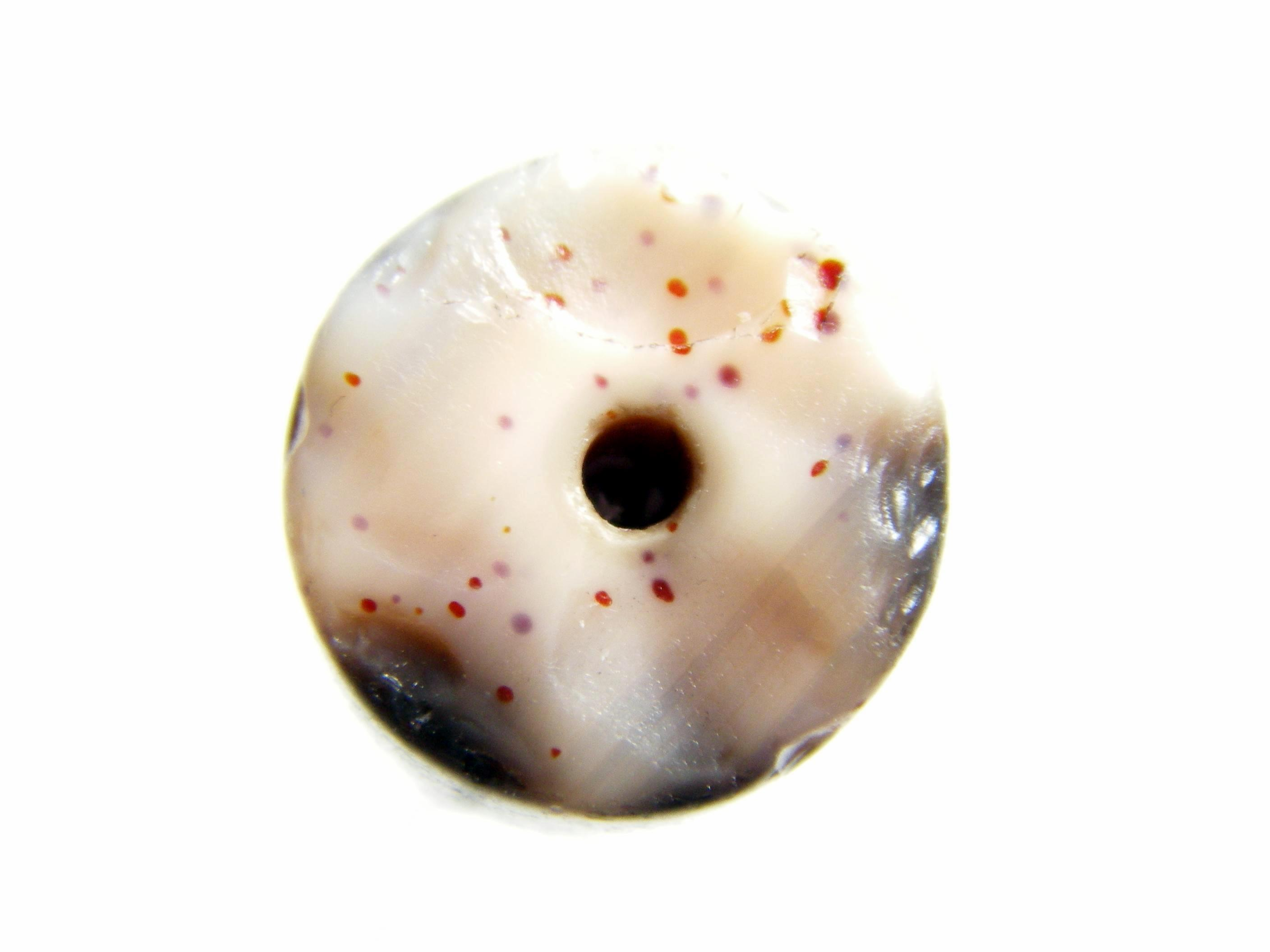
Points de cinabre tels qu'on les voit sur un ancien zi.

Les pierres zi ont fait leur première apparition entre 2000 et 1000 avant J.-C., dans l'Inde ancienne ; quelques centaines de milliers auraient été rapportées par des soldats tibétains de Perse lors d'un raid. L'effet malveillant du « mauvais œil » était pris très au sérieux par ces personnes, et les zi étaient censés le contrer. Les artisans qui ont fabriqué les zi ont créé des amulettes avec des « yeux » comme forme de protection pour « combattre le feu par le feu ». Les artisans ont utilisé l'agate comme pierre de base, puis ont embelli les lignes et les formes des perles en utilisant des méthodes anciennes qui restent mystérieuses. Les traitements peuvent inclure un assombrissement avec des plantes sucrantes et la chaleur, un blanchiment et une gravure en ligne blanche avec du natron. La protection de certaines zones avec de la graisse, de l'argile, de la cire ou une substance similaire.
Un trou était percé avant que la perle ne soit décorée, car le perçage provoquait la plupart des cassures au cours du processus de production, et les trous étaient également utiles pour enfiler et tremper de nombreuses perles comme étape de coloration. Les premiers trous étaient coniques et réalisés avec des forets solides perçant des deux extrémités pour tenter de se rencontrer près du centre du cordon. De très petites pointes de forage en silex ébréché ont été utilisées sans abrasifs et de nombreux autres matériaux, quelle que soit leur dureté, lorsqu'ils étaient utilisés avec des abrasifs. Les perles de l'époque néolithique étaient également percées avec des morceaux de roseau creux et tubulaires, entraînés par abrasion, et, plus tard, au cours du Chalcolithique, avec du cuivre. Ils ont percé un trou avec un noyau d'agate à l'intérieur du foret tubulaire. Les trous tubulaires étaient à parois parallèles plutôt que coniques, mais également réalisés aux deux extrémités. Les deux méthodes nécessitent un travail ardu effectué avec une perceuse à archet, le temps et l'effort étant déterminés par la dureté de l'abrasif, du sable broyé (quartz) au corindon.

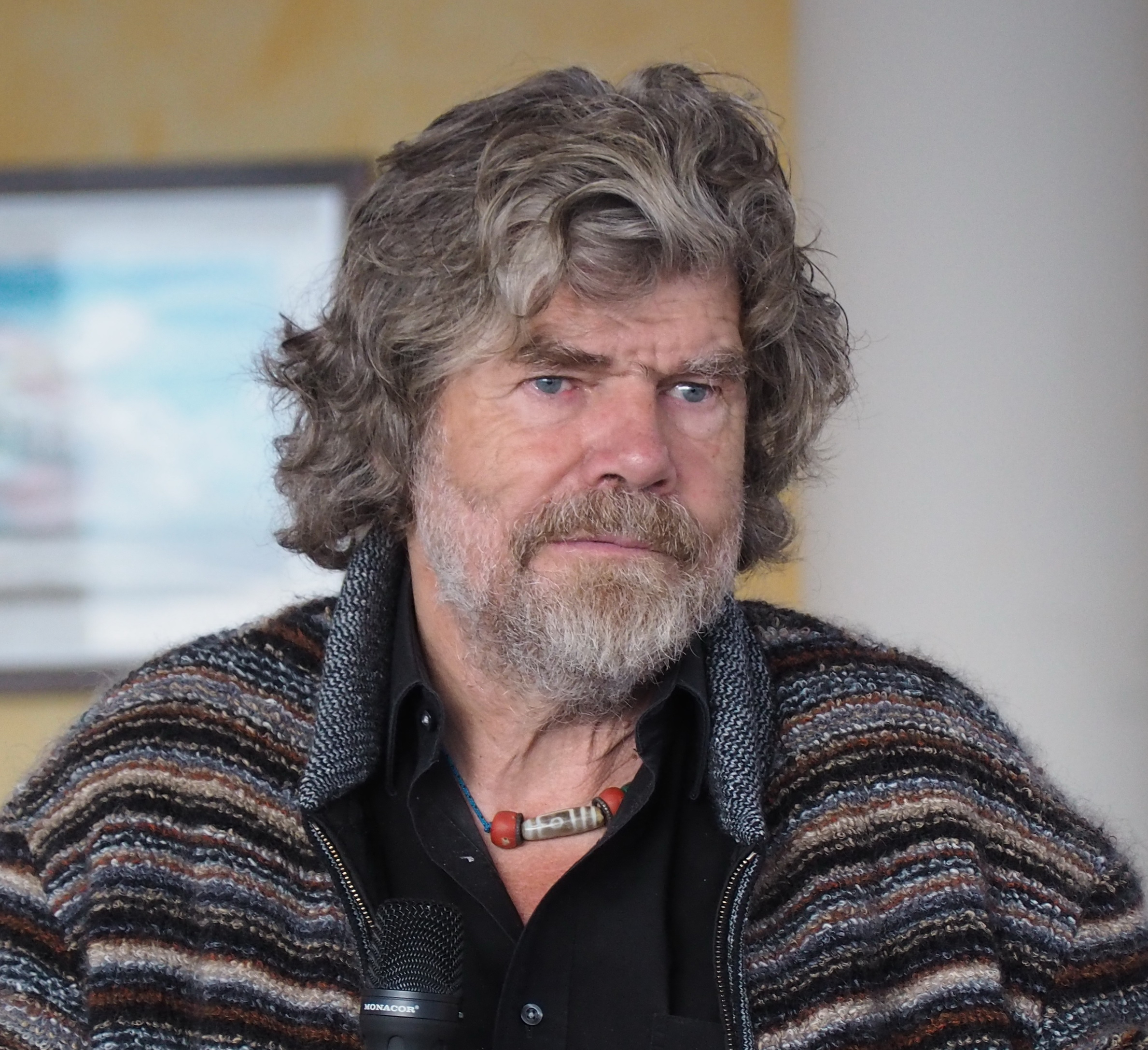
L'alpiniste tyrolien Reinhold Messner portant une amulette zi

Bien que l'origine géographique des perles zi soit incertaine, il est admis qu'elles sont désormais appelées « perles tibétaines », tout comme le « corail tibétain », qui est également venu au Tibet d'ailleurs. Les Tibétains chérissent ces perles et les considèrent comme des joyaux héréditaires. De cette façon, ils ont survécu à des milliers d’années, étant portés par des centaines de personnes. Les zi se trouvent principalement au Tibet, mais aussi dans les pays voisins, le Bhoutan, le Népal, le Ladakh et le Sikkim[réf. nécessaire].
Des perles d'agate de type zi auraient été fabriquées dans la vallée de l'Indus pendant la période Harappéenne et à divers endroits riches en gisements d'agate en Inde, comme à Khambhat, depuis leurs périodes néolithiques. Mais la plus ancienne découverte archéologiquement contrôlée d'une perle d'agate avec une décoration de style zi de lignes droites et courbes et un œil circulaire a été trouvée dans une fouille de la culture Saka (Uigarak) au Kazakhstan. Elle date du VIIe siècle au Ve siècle avant notre ère. On disait qu'il s'agissait d'importations en provenance d'Inde, reflétant un commerce à longue distance avec les tribus nomades Saka ou Scythes.
Parfois, les bergers et les agriculteurs trouvent des perles de zi dans le sol ou dans les prairies. C'est pour cela que certains Tibétains croient traditionnellement que les zi sont formés naturellement et non fabriqués par l'homme.
Étant donné que la connaissance de la perle provient de plusieurs traditions orales différentes, les perles ont suscité des controverses concernant leur source, leur méthode de fabrication et même leur définition précise[réf. nécessaire]. Dans la culture tibétaine, on pense que ces perles attirent les protecteurs locaux, les dharmapalas ou divinités ou peut-être les fantômes bénéfiques, les ancêtres ou même les bodhisattvas. Pour cette raison, les perles zi sont toujours traitées avec respect.

## Nouveaux zi

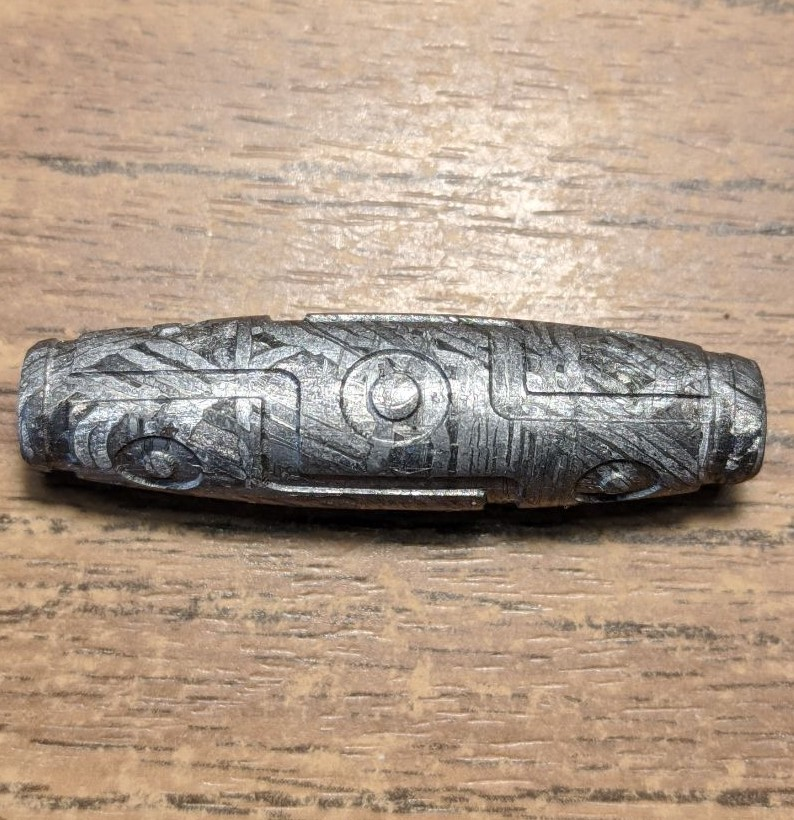
Perle zi météorite « 9 yeux » sculptée dans la météorite de fer d'Aletai

Un joli zi doit être fabriqué en agate de bonne qualité, la découpe, le perçage et la décoration prenant plusieurs jours. Les méthodes et technologies modernes telles que les lasers, le sucre et les produits chimiques modernes et les chambres à vide peuvent produire de très bons résultats.

## Valeur
La valeur marchande des perles anciennes peut facilement atteindre des centaines de milliers de dollars américains, en particulier pour les perles avec plus d'« yeux ». De minuscules taches rouges, appelées taches de sang, causées par l'inclusion de fer dans l'agate augmentent également la valeur. Les prix des nouveaux zi varient entre dix et deux mille dollars américains, selon la qualité et le lustre. De nombreux facteurs contribuent à la valeur d’une perle zi. Ces facteurs incluent (mais ne sont pas limités à) le motif, le matériau des perles, la qualité du matériau des perles, le savoir-faire, l'âge, la rareté et l'état.

## Perles similaires

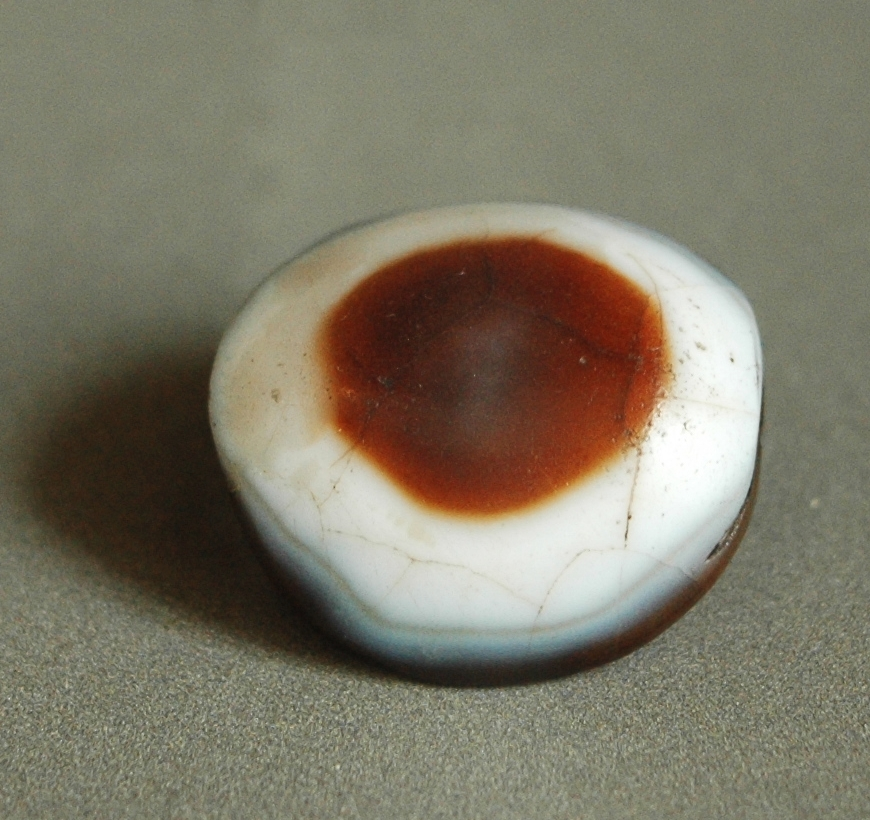
Une ancienne perle en œil de chèvre provenant d'un site de Warad-Sîn, en Irak. Cette ancienne perle mésopotamienne est très similaire aux perles Luk Mik utilisées par les Tibétains.

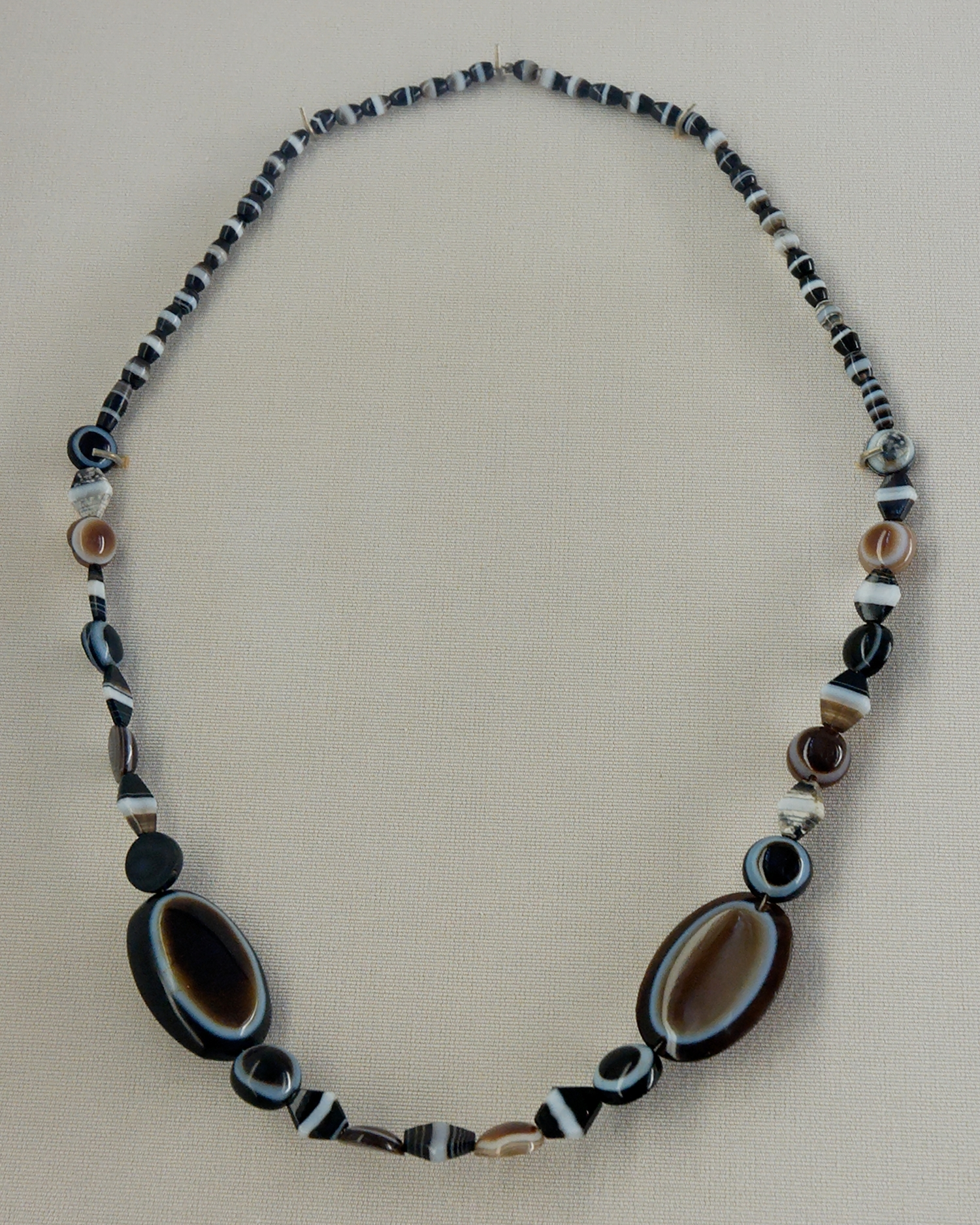
Perles d'agate rayée de style Luk Mik et autres, enfilées ensemble. Suse, Iran occidental, datant de 300 av. J.-C.

Similaires aux perles zi, il existe les soi-disant chung zi, qui ont été importés au Tibet depuis l'Antiquité. Il peut s'agir de perles d'agate unies, naturellement cerclées, ou de perles gravées (souvent avec des motifs rayés noirs et blancs). Certains sont des cornalines ou des agates noires avec de fins motifs gravés en blanc ressemblant au dos d'une tortue, un motif ancien qui remonte à l'époque de la culture Harappa de l'Indus. Des perles d'agate romaines antiques ainsi que des perles d'agate et de cornaline gravées de Bactriane, du Moyen-Orient, de Chine, d'Afghanistan, du Yémen et d'Inde ont fait leur chemin jusqu'au Tibet.
Un autre type de perle similaire est appelé Luk Mik (« œil de chèvre ») – il s'agit d'une agate « borgne » en forme de pièce de monnaie  formée naturellement (photo).